# Claytonia nevadensis
Claytonia nevadensis är en källörtsväxtart som beskrevs av S. Wats. Claytonia nevadensis ingår i släktet vårskönor, och familjen källörtsväxter. Inga underarter finns listade i Catalogue of Life.